# Flagy (Seine-et-Marne)
Pour les articles homonymes, voir Flagy.
Flagy est une commune française située dans le département de Seine-et-Marne, en région Île-de-France.

## Géographie

### Localisation
La commune est située à 10 km au sud de Montereau-Fault-Yonne.

### Communes limitrophes
|               | Noisy-Rudignon |                 |
| Dormelles     | Flagy          |                 |
| Villemaréchal | Villemaréchal  | Thoury-Férottes |

### Géologie et relief
L'altitude de la commune varie de 69 mètres à 151 mètres pour le point le plus haut, le centre du bourg se situant à environ 74 mètres d'altitude (mairie). Elle est classée en zone de sismicité 1, correspondant à une sismicité très faible.

### Hydrographie

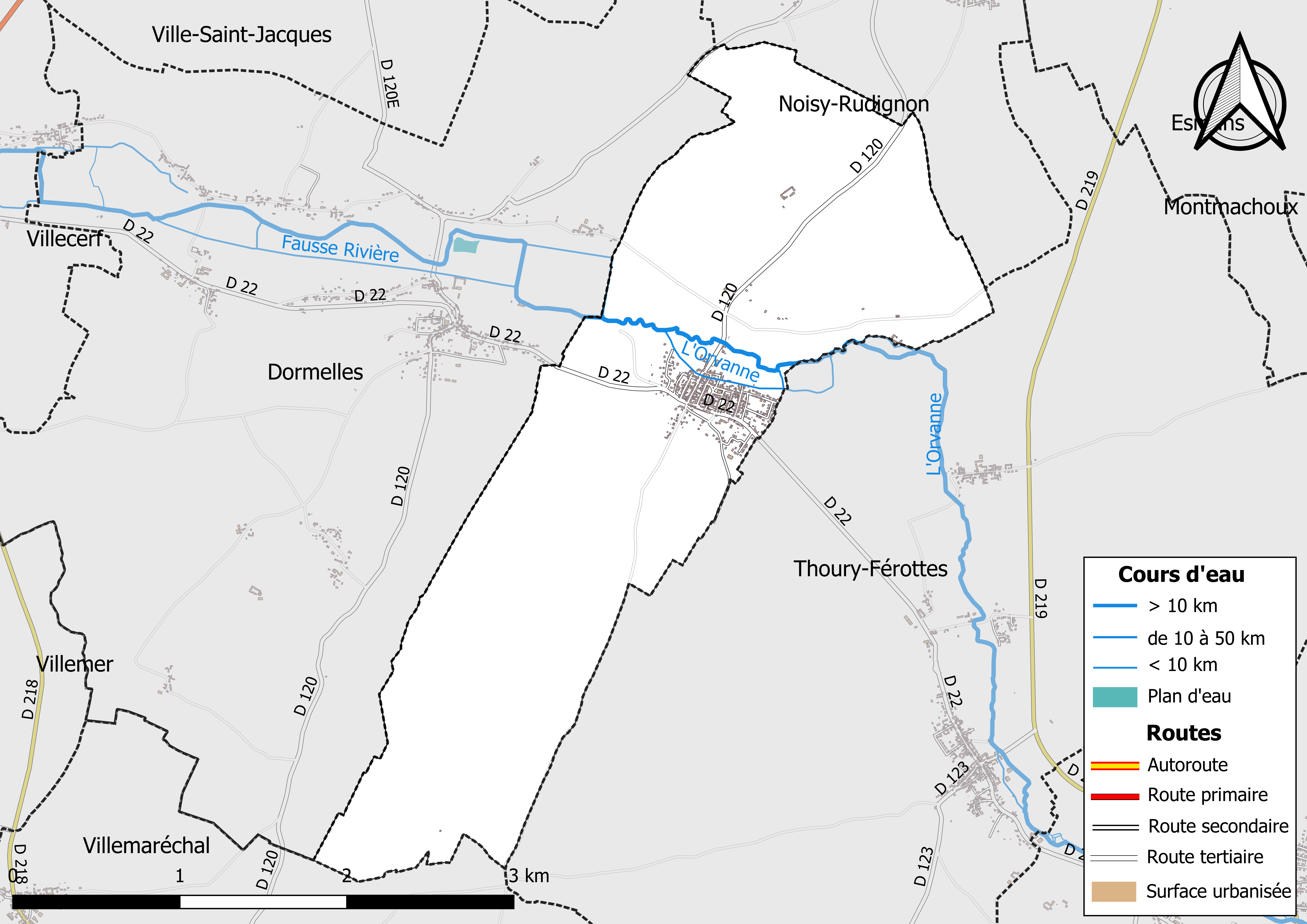
Carte des réseaux hydrographique et routier de Flagy.

Le réseau hydrographique de la commune se compose de cinq cours d'eau référencés :
- la rivière Orvanne, longue de 38,84 km[3], affluent du Loing, traverse le village, ainsi que :
  - un bras de 0,13 km[4] ;
  - un bras de 0,38 km[5] ;
  - un bras de 1,37 km[6] ;
- le canal 01 de Champmerle, 0,90 km[7], conflue avec l’ Orvanne.

La longueur totale des cours d'eau sur la commune est de 3,01 km.

### Climat
Pour des articles plus généraux, voir Climat de l'Île-de-France et Climat de Seine-et-Marne.
En 2010, le climat de la commune est de type climat océanique dégradé des plaines du Centre et du Nord, selon une étude du CNRS s'appuyant sur une série de données couvrant la période 1971-2000. En 2020, Météo-France publie une typologie des climats de la France métropolitaine dans laquelle la commune est exposée à un climat océanique altéré et est dans la région climatique Nord-est du bassin Parisien, caractérisée par un ensoleillement médiocre, une pluviométrie moyenne régulièrement répartie au cours de l’année et un hiver froid (3 °C).
Pour la période 1971-2000, la température annuelle moyenne est de 11,1 °C, avec une amplitude thermique annuelle de 15,5 °C. Le cumul annuel moyen de précipitations est de 710 mm, avec 11,7 jours de précipitations en janvier et 7,6 jours en juillet. Pour la période 1991-2020, la température moyenne annuelle observée sur la station météorologique la plus proche, située sur la commune de La Brosse-Montceaux à 8 km à vol d'oiseau, est de 12,0 °C et le cumul annuel moyen de précipitations est de 652,9 mm,. Pour l'avenir, les paramètres climatiques de la commune estimés pour 2050 selon différents scénarios d'émission de gaz à effet de serre sont consultables sur un site dédié publié par Météo-France en novembre 2022.

### Milieux naturels et biodiversité

#### Espaces protégés
La protection réglementaire est le mode d’intervention le plus fort pour préserver des espaces naturels remarquables et leur biodiversité associée,.
Deux espaces protégés sont présents dans la commune : 
- la zone centrale de la réserve de biosphère « Fontainebleau et Gâtinais », créée en 1998 et d'une superficie totale de 150 544 ha (46 056 ha pour la zone centrale). Cette réserve de biosphère, d'une grande biodiversité, comprend trois grands ensembles : une grande moitié ouest à dominante agricole, l’emblématique forêt de Fontainebleau au centre, et le Val de Seine à l’est. La structure de coordination est l'Association de la Réserve de biosphère de Fontainebleau et du Gâtinais, qui comprend un conseil scientifique et un Conseil Education, unique parmi les Réserves de biosphère françaises[17],[18].
- la zone de transition de la réserve de biosphère « Fontainebleau et Gâtinais », créée en 1998 et d'une superficie totale de 150 544 ha (95 595 ha pour la zone de transition). Cette réserve de biosphère, d'une grande biodiversité, comprend trois grands ensembles : une grande moitié ouest à dominante agricole, l’emblématique forêt de Fontainebleau au centre, et le Val de Seine à l’est. La structure de coordination est l'Association de la Réserve de biosphère de Fontainebleau et du Gâtinais, qui comprend un conseil scientifique et un Conseil Education, unique parmi les Réserves de biosphère françaises[17],[19].

#### Zones naturelles d'intérêt écologique, faunistique et floristique

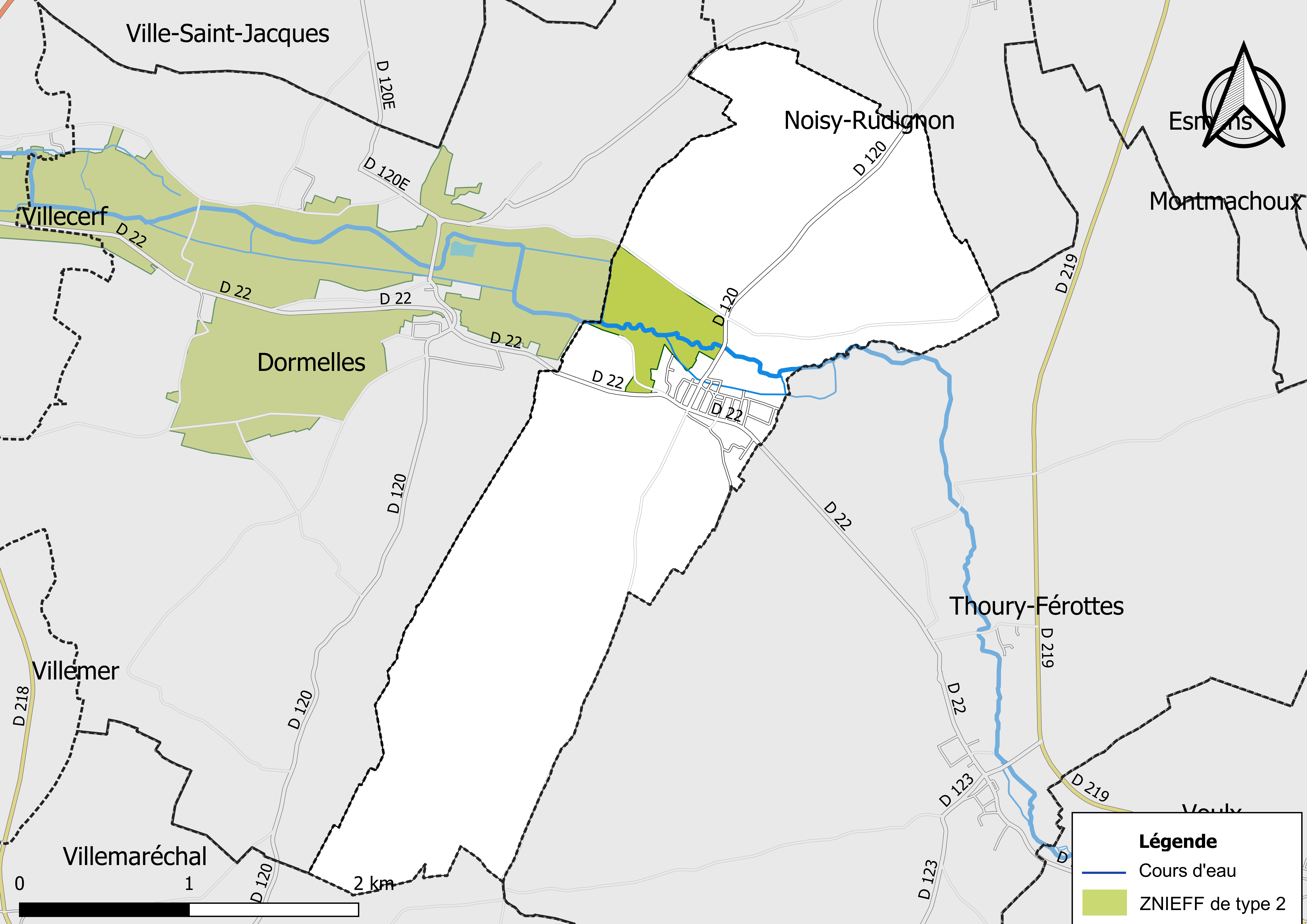
Carte des ZNIEFF de type 2 localisées sur la commune.

L’inventaire des zones naturelles d'intérêt écologique, faunistique et floristique (ZNIEFF) a pour objectif de réaliser une couverture des zones les plus intéressantes sur le plan écologique, essentiellement dans la perspective d’améliorer la connaissance du patrimoine naturel national et de fournir aux différents décideurs un outil d’aide à la prise en compte de l’environnement dans l’aménagement du territoire.
Le territoire communal de Flagy comprend une ZNIEFF de type 2,,, 
la « vallée de l'Orvanne entre Villecerf et Flagy » (387,65 ha), couvrant 3 communes du département.

## Urbanisme

### Typologie
Au 1er janvier 2024, Flagy est catégorisée commune rurale à habitat dispersé, selon la nouvelle grille communale de densité à sept niveaux définie par l'Insee en 2022.
Elle est située hors unité urbaine. Par ailleurs la commune fait partie de l'aire d'attraction de Paris, dont elle est une commune de la couronne,. Cette aire regroupe 1 929 communes,.

### Lieux-dits et écarts
La commune compte 41 lieux-dits administratifs répertoriés consultables ici (source : le fichier Fantoir) dont Belle Fontaine, Guémery, Mâche-Moulin.

### Occupation des sols
L'occupation des sols de la commune, telle qu'elle ressort de la base de données européenne d’occupation biophysique des sols Corine Land Cover (CLC), est marquée par l'importance des territoires agricoles (64 % en 2018), en diminution par rapport à 1990 (64,9 %). La répartition détaillée en 2018 est la suivante : 
terres arables (64% ), forêts (29,5% ), zones urbanisées (4,4% ), milieux à végétation arbustive et/ou herbacée (2 %).
Parallèlement, L'Institut Paris Région, agence d'urbanisme de la région Île-de-France, a mis en place un inventaire numérique de l'occupation du sol de l'Île-de-France, dénommé le MOS (Mode d'occupation du sol), actualisé régulièrement depuis sa première édition en 1982. Réalisé à partir de photos aériennes, le Mos distingue les espaces naturels, agricoles et forestiers mais aussi les espaces urbains (habitat, infrastructures, équipements, activités économiques, etc.) selon une classification pouvant aller jusqu'à 81 postes, différente de celle de Corine Land Cover,,. L'Institut met également à disposition des outils permettant de visualiser par photo aérienne l'évolution de l'occupation des sols de la commune entre 1949 et 2018.

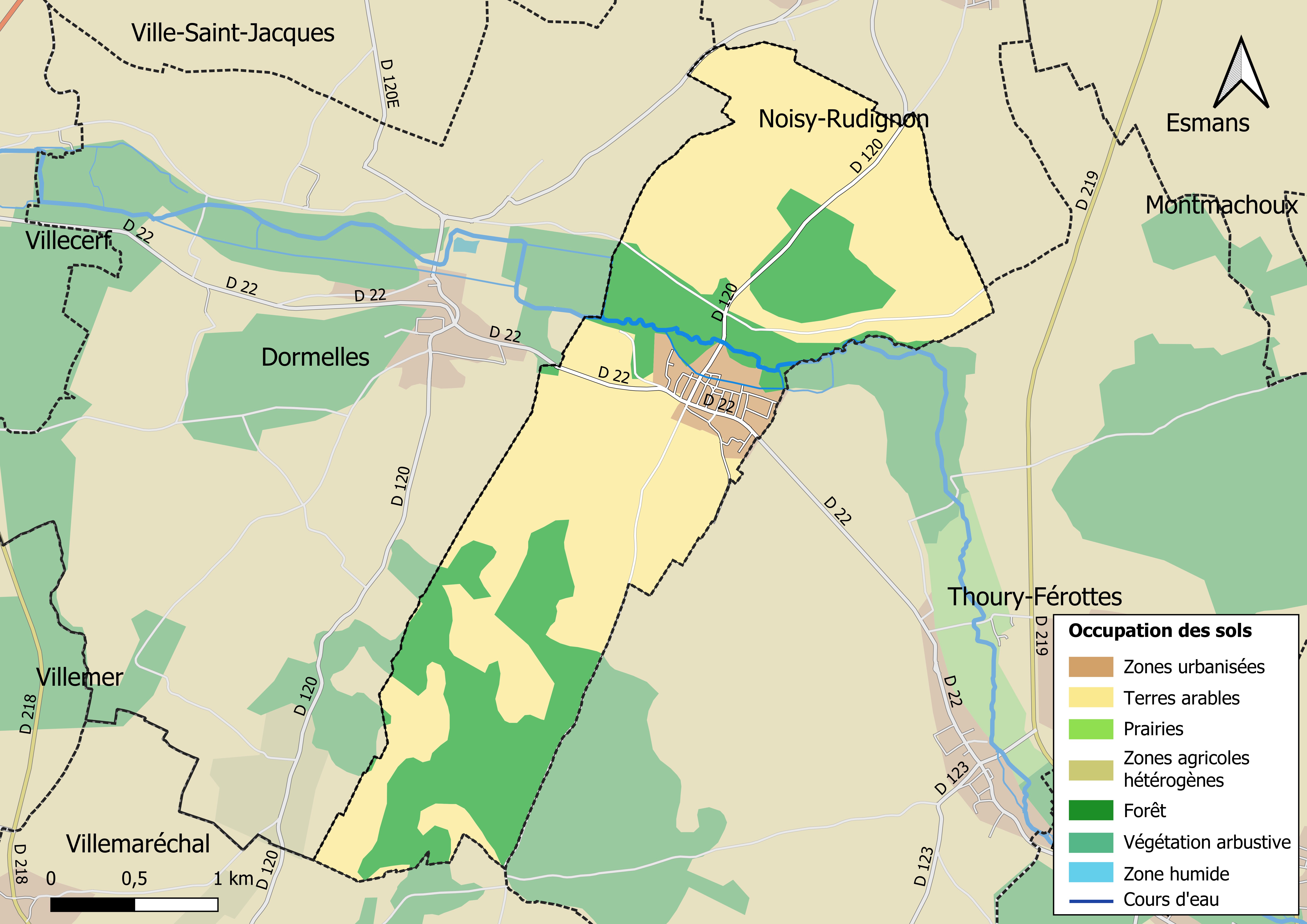
Carte des infrastructures et de l'occupation des sols en 2018 (CLC) de la commune.
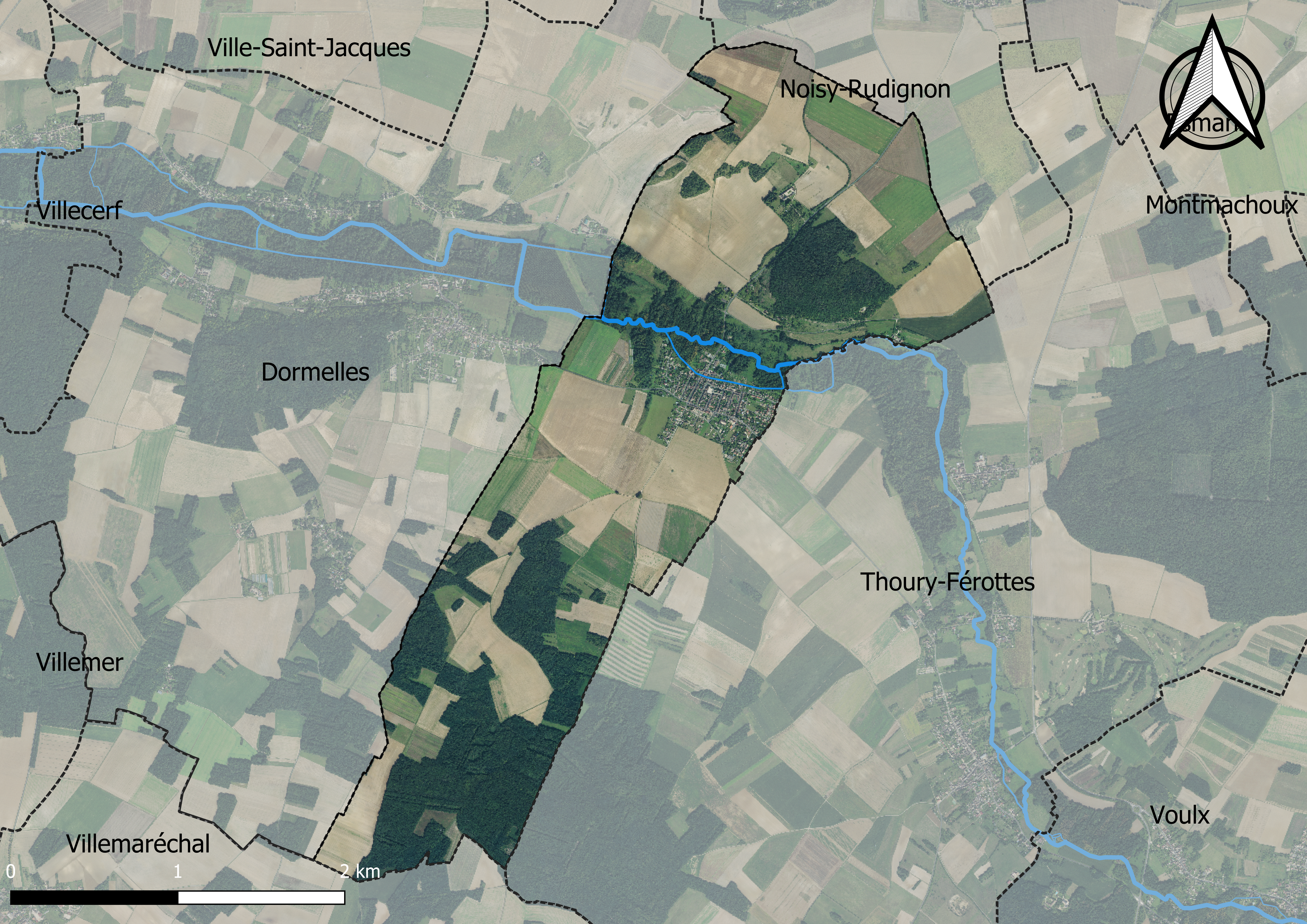
Carte orhophotogrammétrique de la commune.

### Planification
La loi SRU du 13 décembre 2000 a incité les communes à se regrouper au sein d’un établissement public, pour déterminer les partis d’aménagement de l’espace au sein d’un SCoT, un document d’orientation stratégique des politiques publiques à une grande échelle et à un horizon de 20 ans et s'imposant aux documents d'urbanisme locaux, les PLU (Plan local d'urbanisme). La commune est dans le territoire du SCOT Seine et Loing, dont le projet a été arrêté le 3 juillet 2019, porté par le syndicat mixte d’études et de programmation (SMEP) Seine et Loing rassemblant à la fois 44 communes et trois communautés de communes.
La commune disposait en 2019 d'un plan local d'urbanisme approuvé. Le zonage réglementaire et le règlement associé peuvent être consultés sur le Géoportail de l'urbanisme.

### Logement
En 2016, le nombre total de logements dans la commune était de 283, dont 98,9 % de maisons et 0,7 % d'appartements.
Parmi ces logements, 84,8 % étaient des résidences principales, 11,3 % des résidences secondaires et 3,9 % des logements vacants.
La part des ménages fiscaux propriétaires de leur résidence principale s'élevait à 91,2 % contre 7,1 % de locataires et 1,7 % logés gratuitement,.

### Voies de communication et transports

#### Transports
La commune est desservie par la ligne d’autocars No 9D (Nemours – Diant) du réseau de bus Vallée du Loing - Nemours.

## Toponymie
- D'origine gallo-romaine, il désigne le domaine de Flavius.
- Capelle de Flagioco - Flagicum - Flagy-en-Gâtinois - Flagey - Flagi[33].

## Histoire
Flagy est un ancien lieu fortifié. Le village a été construit au XIIe siècle sur l'ordre de Louis VII en 1130. En bordure d'un domaine royal, il est bâti selon un plan rectangulaire, comme le montrent les sept rues parallèles conduisant à la rivière franchie par sept ponts ou passerelles. Le cours de l'Orvanne a été détourné et aménagé pour approvisionner le village en eau. Le moulin, construit au XIIIe siècle, existe encore en 2010 et représente bien la traditionnelle architecture régionale de l'époque.
Outre la rivière, sept puits, un dans chacune des rues parallèles, fournissaient l'eau potable. Il en existe encore plusieurs, qui ont été  utilisés jusqu'en 1960.
Lors de la journée du patrimoine, on peut visiter deux entrées de souterrain. Un réseau de souterrains reliait les caves à vivres qui servaient aussi de refuges lors d'invasions du village par des ennemis. On peut voir dans l'un des souterrains  quelques restes d'objets anciens.
Curiosité sur le toit de l'église, la girouette comporte deux symboles : un coq, symbole habituel, et une tête de cochon, autre symbole, souvenir durable d'une légende locale, transmise oralement. Pendant la guerre de Cent Ans, la terrible peste noire atteignit de nombreux villages de l'Île-de-France. Touchés par l'épidémie, des habitants d'un village voisin vinrent demander secours à Flagy, où se trouvait un hôpital (Hôtel-Dieu). Mais les Flagiens refusèrent énergiquement l'entrée du village aux malades. Les pauvres gens durent chercher ailleurs un meilleur accueil. On dit que l'évêque, indigné par cette attitude de refus, ce manque de compassion, infligea une punition aux Flagiens. Depuis lors une girouette en forme de tête de cochon tourne selon les vents sur le toit de l'église.
En 1832, les communes de Flagy et de Noisy-le-Sec ont changé leurs limites territoriales : le hameau de Rudignon a été détaché de Flagy pour être réuni à Noisy-le-Sec. Il faudra attendre 1910 pour que cette dernière prenne le nom de Noisy-Rudignon.

## Politique et administration

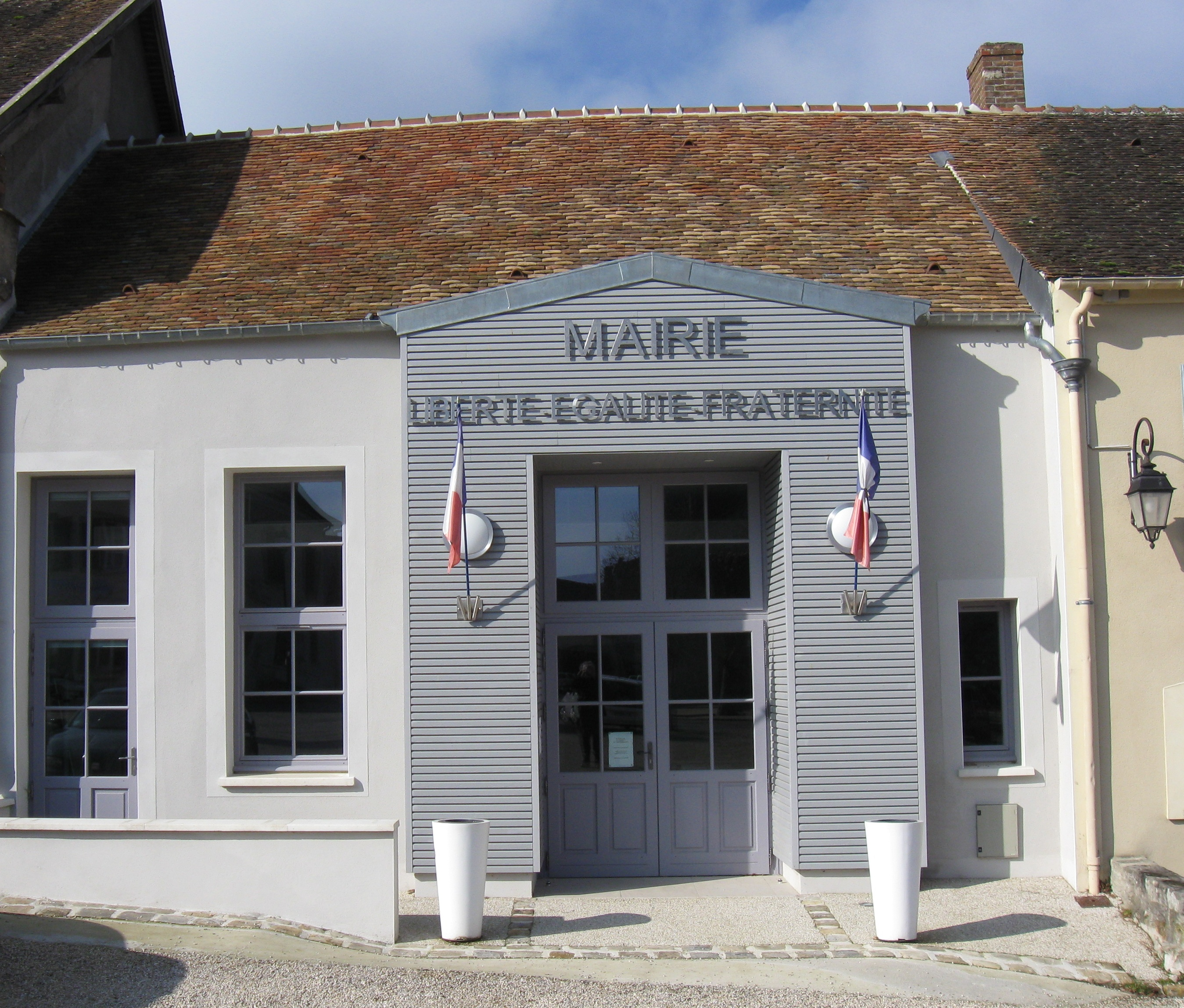
La mairie.

### Liste des maires
| Période                                  | Période      | Identité                | Étiquette | Qualité |
| ---------------------------------------- | ------------ | ----------------------- | --------- | ------- |
| Les données manquantes sont à compléter. |              |                         |           |         |
| janvier 1882                             |              | Pierre Toussaint Gauvin |           |         |
| mars 1981                                |              | Claude Desvignes        |           |         |
| mars 2008                                | 18 juin 2020 | Jacques Drouhin         |           |         |
| 18 juin 2020                             | En cours     | Phillipe Desvignes      |           |         |

## Équipements et services

### Eau et assainissement
L’organisation de la distribution de l’eau potable, de la collecte et du traitement des eaux usées et pluviales relève des communes. La loi NOTRe de 2015 a accru le rôle des EPCI à fiscalité propre en leur transférant cette compétence. Ce transfert devait en principe être effectif au 1er janvier 2020, mais la loi Ferrand-Fesneau du 3 août 2018 a introduit la possibilité d’un report de ce transfert au 1er janvier 2026,.

#### Assainissement des eaux usées
En 2020, la commune de Flagy gère le service d’assainissement collectif (collecte, transport et dépollution) en régie directe, c’est-à-dire avec ses propres personnels.
L’assainissement non collectif (ANC) désigne les installations individuelles de traitement des eaux domestiques qui ne sont pas desservies par un réseau public de collecte des eaux usées et qui doivent en conséquence traiter elles-mêmes leurs eaux usées avant de les rejeter dans le milieu naturel. La communauté d'agglomération Coulommiers Pays de Brie (CACPB) assure pour le compte de la commune le service public d'assainissement non collectif (SPANC), qui a pour mission de vérifier la bonne exécution des travaux de réalisation et de réhabilitation, ainsi que le bon fonctionnement et l’entretien des installations,.

#### Eau potable
En 2020, l'alimentation en eau potable est assurée par le SIDEP de la Vallée de l'Orvanne qui en a délégué la gestion à la SAUR, dont le contrat expire le 31 janvier 2030,,.
Les nappes de Beauce et du Champigny sont classées en zone de répartition des eaux (ZRE), signifiant un déséquilibre entre les besoins en eau et la ressource disponible. Le changement climatique est susceptible d’aggraver ce déséquilibre. Ainsi afin de renforcer la garantie d’une distribution d’une eau de qualité en permanence sur le territoire du département, le troisième Plan départemental de l’eau signé, le 3 octobre 2017, contient un plan d’actions afin d’assurer avec priorisation la sécurisation de l’alimentation en eau potable des Seine-et-Marnais. A cette fin a été préparé et publié en décembre 2020 un schéma départemental d’alimentation en eau potable de secours dans lequel huit secteurs prioritaires sont définis. La commune fait partie du secteur Bocage.

## Population et société

### Démographie
L'évolution du nombre d'habitants est connue à travers les recensements de la population effectués dans la commune depuis 1793. Pour les communes de moins de 10 000 habitants, une enquête de recensement portant sur toute la population est réalisée tous les cinq ans, les populations de référence des années intermédiaires étant quant à elles estimées par interpolation ou extrapolation. Pour la commune, le premier recensement exhaustif entrant dans le cadre du nouveau dispositif a été réalisé en 2005.

En 2022, la commune comptait 594 habitants, en évolution de −7,62 % par rapport à 2016 (Seine-et-Marne : +3,92 %, France hors Mayotte : +2,11 %).
| 1793 | 1800 | 1806 | 1821 | 1831 | 1836 | 1841 | 1846 | 1851 |
| ---- | ---- | ---- | ---- | ---- | ---- | ---- | ---- | ---- |
| 449  | 423  | 386  | 433  | 448  | 425  | 474  | 445  | 448  |

| 1856 | 1861 | 1866 | 1872 | 1876 | 1881 | 1886 | 1891 | 1896 |
| ---- | ---- | ---- | ---- | ---- | ---- | ---- | ---- | ---- |
| 454  | 479  | 458  | 452  | 413  | 395  | 409  | 385  | 348  |

| 1901 | 1906 | 1911 | 1921 | 1926 | 1931 | 1936 | 1946 | 1954 |
| ---- | ---- | ---- | ---- | ---- | ---- | ---- | ---- | ---- |
| 345  | 362  | 331  | 290  | 297  | 314  | 269  | 351  | 339  |

| 1962 | 1968 | 1975 | 1982 | 1990 | 1999 | 2005 | 2006 | 2010 |
| ---- | ---- | ---- | ---- | ---- | ---- | ---- | ---- | ---- |
| 363  | 328  | 377  | 374  | 415  | 534  | 621  | 623  | 636  |

| 2015 | 2020 | 2022 | - | - | - | - | - | - |
| ---- | ---- | ---- | - | - | - | - | - | - |
| 644  | 610  | 594  | - | - | - | - | - | - |

### Manifestations culturelles et festivités
Festival apéro-concert juin, juillet et septembre sur la place de l'Eglise.

## Économie

### Revenus de la population et fiscalité
En 2019, le nombre de ménages fiscaux de la commune était de 245, représentant 620 personnes et la  médiane du revenu disponible par unité de consommation  de 24 250 euros.

### Emploi
En 2018, le nombre total d’emplois dans la zone était de 45, occupant 306 actifs  résidants (dont 7,8 % dans la commune de résidence et 92,2 % dans une commune autre que la commune de résidence).
Le taux d'activité de la population (actifs ayant un emploi) âgée de 15 à 64 ans s'élevait à 75 % contre un taux de chômage de 7,8 %.
Les 17,2 % d’inactifs se répartissent de la façon suivante : 8,6 % d’étudiants et stagiaires non rémunérés, 6,8 % de retraités ou préretraités et 1,8 % pour les autres inactifs.

### Secteurs d'activité

#### Entreprises et commerces
Au 31 décembre 2019, le nombre d’unités légales et d’établissements (activités marchandes hors agriculture) par secteur d'activité était de 28 dont 1 dans l’industrie manufacturière, industries extractives et autres, 3 dans la construction, 6 dans le commerce de gros et de détail, transports, hébergement et restauration, 1 dans les activités immobilières, 10 dans les activités spécialisées, scientifiques et techniques et activités de services administratifs et de soutien, 1 dans l’administration publique, enseignement, santé humaine et action sociale et 6 étaient relatifs aux autres activités de services.
En 2020, 8 entreprises ont été créées sur le territoire de la commune, dont 6 individuelles.
Au 1er janvier 2021, la commune disposait de 7 chambres d’hôtels dans un établissement et ne possédait aucun terrain de  camping.

#### Agriculture
Flagy est dans la petite région agricole dénommée la « Bocage gâtinais », à l'extrême sud du département. En 2010, l'orientation technico-économique de l'agriculture sur la commune est la polyculture et le polyélevage.
Si la productivité agricole de la Seine-et-Marne se situe dans le peloton de tête des départements français, le département enregistre un double phénomène de disparition des terres cultivables (près de 2 000 ha par an dans les années 1980, moins dans les années 2000) et de réduction d'environ 30 % du nombre d'agriculteurs dans les années 2010. Cette tendance se retrouve au niveau de la commune où le nombre d’exploitations est passé de 7 en 1988 à 3 en 2010. Parallèlement, la taille de ces exploitations diminue, passant de 54 ha en 1988 à 42 ha en 2010.
Le tableau ci-dessous présente les principales caractéristiques des exploitations agricoles de Flagy, observées sur une période de 22 ans : 
|                                      | 1988 | 2000 | 2010 |
| ------------------------------------ | ---- | ---- | ---- |
| Dimension économique,                |      |      |      |
| Nombre d’exploitations (u)           | 7    | 5    | 3    |
| Travail (UTA)                        | 10   | 3    | 3    |
| Surface agricole utilisée (ha)       | 378  | 250  | 125  |
| Cultures                             |      |      |      |
| Terres labourables (ha)              | 353  | 250  | 121  |
| Céréales (ha)                        | 246  | 161  | 83   |
| dont blé tendre (ha)                 | 100  | 55   | s    |
| dont maïs-grain et maïs-semence (ha) | 68   | s    | s    |
| Tournesol (ha)                       | 33   | 27   | s    |
| Colza et navette (ha)                | 26   | s    | s    |
| Élevage                              |      |      |      |
| Cheptel (UGBTA)                      | 121  | 4    | 0    |

## Culture locale et patrimoine

### Monuments et lieux remarquables

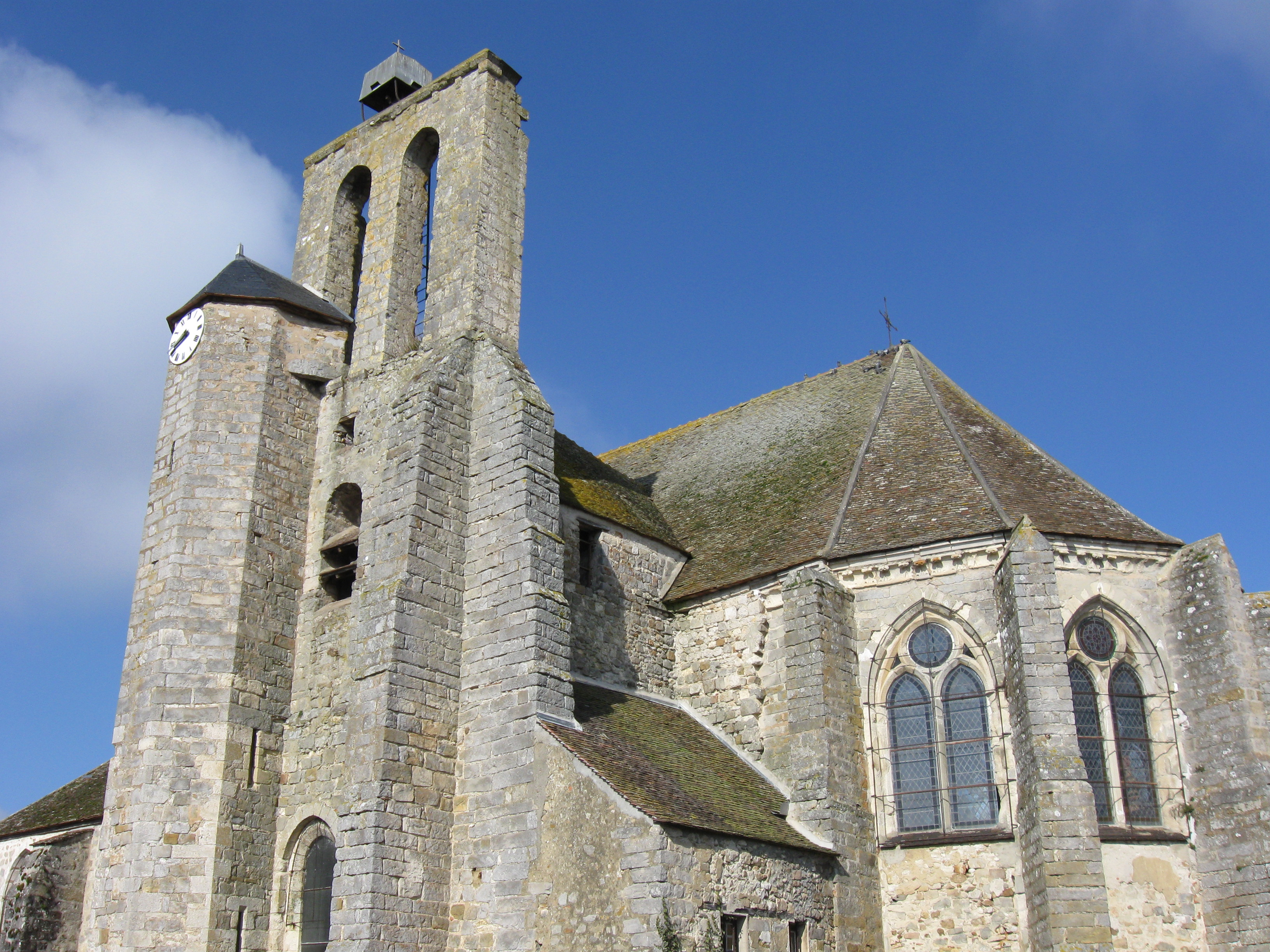
L'église Notre-Dame de Pitié.

La commune compte quatre monuments répertoriés à l'inventaire des monuments historiques (Base Mérimée) :
- Jardin potager dit jardins de Flagy   Inscrit MH[56] ;
- Croix de cimetière  Inscrit MH[57] ;
- Croix de la tombe d'Adrien Ligeron  Inscrit MH[58] ;
- L'église Notre-Dame de Pitié (ou Notre-Dame-de-l'Assomption), XIIIe siècle,  Inscrit MH (1946)[59],[60].

Du clocher-tour il ne reste que la façade sud et une tourelle qui abrite l'escalier.

### Autres lieux et monuments
- Le moulin de Flagy, vraisemblablement achevé à la fin du XIIIe siècle. Il appartint peut-être à Blanche de Castille, car Flagy faisait alors partie du domaine royal.

La roue à aubes du moulin était mue par l'eau de la rivière l'Orvanne. Le moulin fabriquait la farine nécessaire aux habitants. Au commencement du XIXe siècle, une turbine remplaça la roue à aubes. Elle actionnait une dynamo qui produisait de l'électricité de force inégale. Cependant, en 1940, pendant la Seconde Guerre mondiale, le moulin fonctionna à nouveau pour faire de la farine, à l'insu des occupants allemands.
En 1965, le moulin fut restauré, et il retrouva son premier aspect, c'est-à-dire, les colombages d'origine, les tuileaux noyés dans le torchis, les pierres apparentes et le pignon avec sa belle voûte.
Il devint alors un hôtel-auberge sous le nom de Moulin de Flagy.

### Héraldique
|  | Les armes de la ville se blasonnent ainsi : De gueules à la bande d'argent chargée d'une roue de moulin de sable mouvant d'une burelle ondée de sinople, accompagnée de six fleurs de lis d'or rangées en bande, trois de chaque côté; au lambel antique à cinq pendants d'azur. |